# Estudo Longitudinal de Saúde do Adulto
O Estudo Longitudinal de Saúde do Adulto — ELSA Brasil é um projeto de estudo longitudinal no Brasil com participação de diversos centros de pesquisa nacionais.  O estudo, que acompanhou mais de 15 mil brasileiros por décadas até 2010, obtendo informações epidemiológicas diversas, como dados sobre hipertensão arterial, enxaqueca e obesidade.
Em 2020, uma nova onda do estudo foi iniciada, obtendo, entre outras coisas, dados de saúde mental durante a pandemia de COVID-19.